# Водовъртеж
Водовъртеж е въртяща се водна маса, породена от противоположни течения или сблъскването на течение с препятствие. В тесните океански проливи с бързо течащи води, водовъртежите често се причиняват от приливи и отливи.
Някои истории разказват за кораби, които биват всмуквани от водовъртежи, но само малките плавателни съдове са застрашени от този феномен. Малки водовъртежи могат да се наблюдават при речни бързеи или при съоръжения, създадени от човека, като преливници и язовирни стени. Големите водопади, като например Ниагарския водопад, могат да създават силни водовъртежи.

## Известни водовъртежи

### Салстраумен
Водовъртежът Салстраумен е най-силният водовъртеж на Земята. Намира се близо до Северния полярен кръг, югоизточно от град Бодо в Норвегия. Проливът в най-тясната си част е широк 150 m, а водата преминава през канала четири пъти дневно. Изчислено е, че 400 милиона кубични метра вода преминават през тесния пролив на всеки шест часа. Водата придобива кремав цвят и е най-бурна по време на прилив. Събитието се радва на вниманието на туристи. Водовъртежът достигат скорост от 40 km/h, а средната му скорост е 13 km/h. Тъй като корабоплаването е опасно в този пролив, само малък промеждутък от време е подходящ за преминаване на големите кораби. Впечатляващата му сила се поражда от най-силния прилив на света, който настъпва на едно и също място по време на новолуние и пълнолуние. Тесен канал с дължина 3 km свързва външния солен фиорд с голямото му продължение, което причинява колосален прилив, даващ началото на Салстраумен.

### Москстраумен
Москстраумен е необичайна система от водовъртежи в откритото море на Лофотенските острови близо до норвежкия бряг. Това е вторият най-мощен водовъртеж в света, като скоростта на теченията му достигат 32 km/h. Споменава се в няколко книги и филми.
Москстраумен се образува от комбинацията на мощни полудневни приливи и необичайната форма на морското дъно, с плитък хребет между островите Москенесьой и Верьой, което засилва завъртането на приливните течения.
Измислените илюстрации на водовъртежа от Едгар Алан По, Жул Верн и други автори го описват като гигантско кръгло завихряне, което допира дъното на океана. По описва този феномен в кратката си история Спускане в Маелстрьом от 1841 г. В тази история за Маелстрьом, двама рибари са погълнати от водовъртежа, а единият от тях оцелява по чудо.

### Кориврекан
Кориврекан е тесен пролив между островите Джура и Скарба в Аргайл анд Бют, Шотландия. Това е третият най-голям водовъртеж в света. Приливите и отливите от запад могат да изтласкат водите на Кориврекан чрез вълни с височина над 9 метра, а тътенът на водовъртежа, който може да достигне скорост от 18 km/h, може да се чуе на 16 km. Макар първоначално проливът да е класифициран като неплавателен от Британските ВМС, той по-късно е прекатегоризиран като „изключително опасен“.
Екип от шотландски независими продуценти решава да хвърли манекен в Кориврекан със спасителна жилетка и дълбокомер. Манекенът е погълнат и изхвърлен надолу по течението, а дълбокомерът показва 262 m и има следи от влачене по дъното на голямо разстояние.

### Други известни водовъртежи
Водовъртежът Олд Соу се намира между Диър Айлънд, Ню Брънзуик, Канада и Муус Айлънд, Мейн, САЩ. Сравняван е с прасе, тъй като издава остър звук, когато достигне пълна мощ от 27 km/h. По-малките водовъртежи около Олд Соу са известни като „прасенца“.
Водовъртежите Наруто се намират в пролива Наруто близо до остров Аваджи в Япония и достигат скорост от 26 km/h.
Тесният пролив Френч Пас разделя остров д'Юрвил от северната част на Южен остров в Нова Зеландия. През 2000 г. водовъртеж в пролива хваща в капан гмуркащи се ученици, което довежда до смъртни случаи.

## Опасности
Мощните водовъртежи могат да убиват злощастни моряци, но тяхната мощ често е преувеличавана от моряците. Не съществуват реални истории за големи кораби, които да са били засмукани от водовъртеж.
Все пак, временните водовъртежи, предизвикани от големи инженерни бедствия, са способни да потапят големи кораби. Известен пример за това е бедствието, възникнало при сондажни работи на 20 ноември 1980 г. в езерото Пеньор, Луизиана. Сондажна платформа, единадесет шлепа, няколко дървета и площи от околния терен са потопени от водовъртеж. Дни след бедата, когато водното налягане е изравнено, девет от единадесетте шлепа изскачат от водовъртежа на повърхността на езерото. Това не е естествен водовъртеж, тъй като е предизвикан от подводен сондаж, който пробива покрива на солна мина. Езерото започва да се източва в мината, докато тя се запълва и нивото на водата се стабилизира.

## Галерия
- Водовъртеж в чаша вода.
- Ниагарският водовъртеж.
- Водовъртеж в малко езеро.
- Приливен водовъртеж близо до Западен Кейп.